# Anageshna primordialis
Anageshna primordialis is een vlinder uit de familie van de grasmotten (Crambidae). De wetenschappelijke naam van de soort is voor het eerst gepubliceerd in 1906 door Harrison Gray Dyar Jr..
De soort komt voor in de Verenigde Staten en in Canada.